# Banara minutiflora
Banara minutiflora là một loài thực vật có hoa trong họ Liễu. Loài này được (A. Rich.) Sleumer mô tả khoa học đầu tiên năm 1978.